# Max Devrient

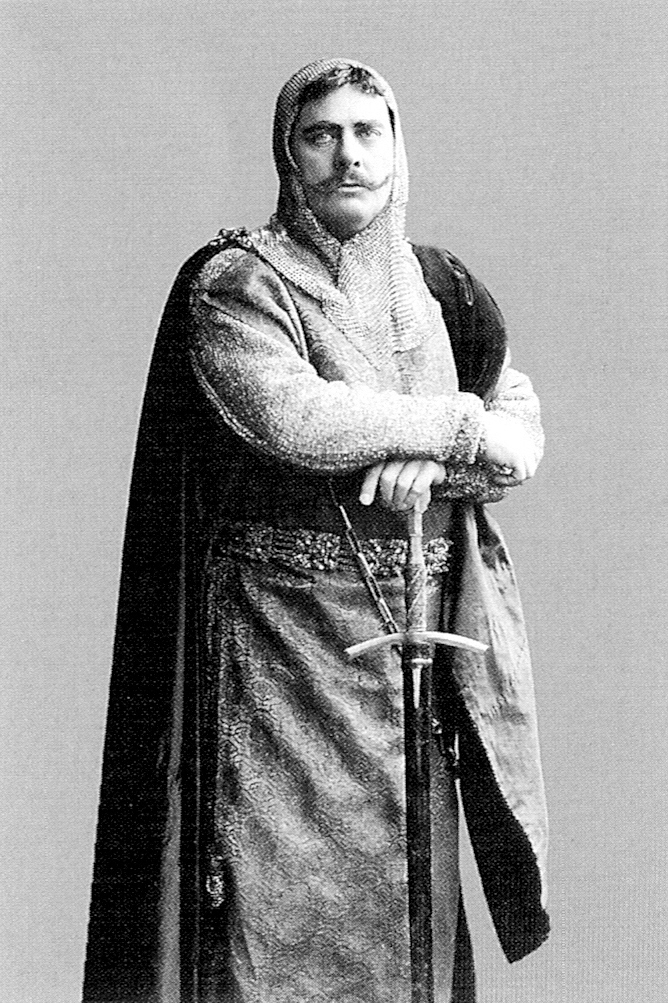
Max Devrient als Zawisch in König Ottokars Glück und Ende am Burgtheater in Wien nach 1891.

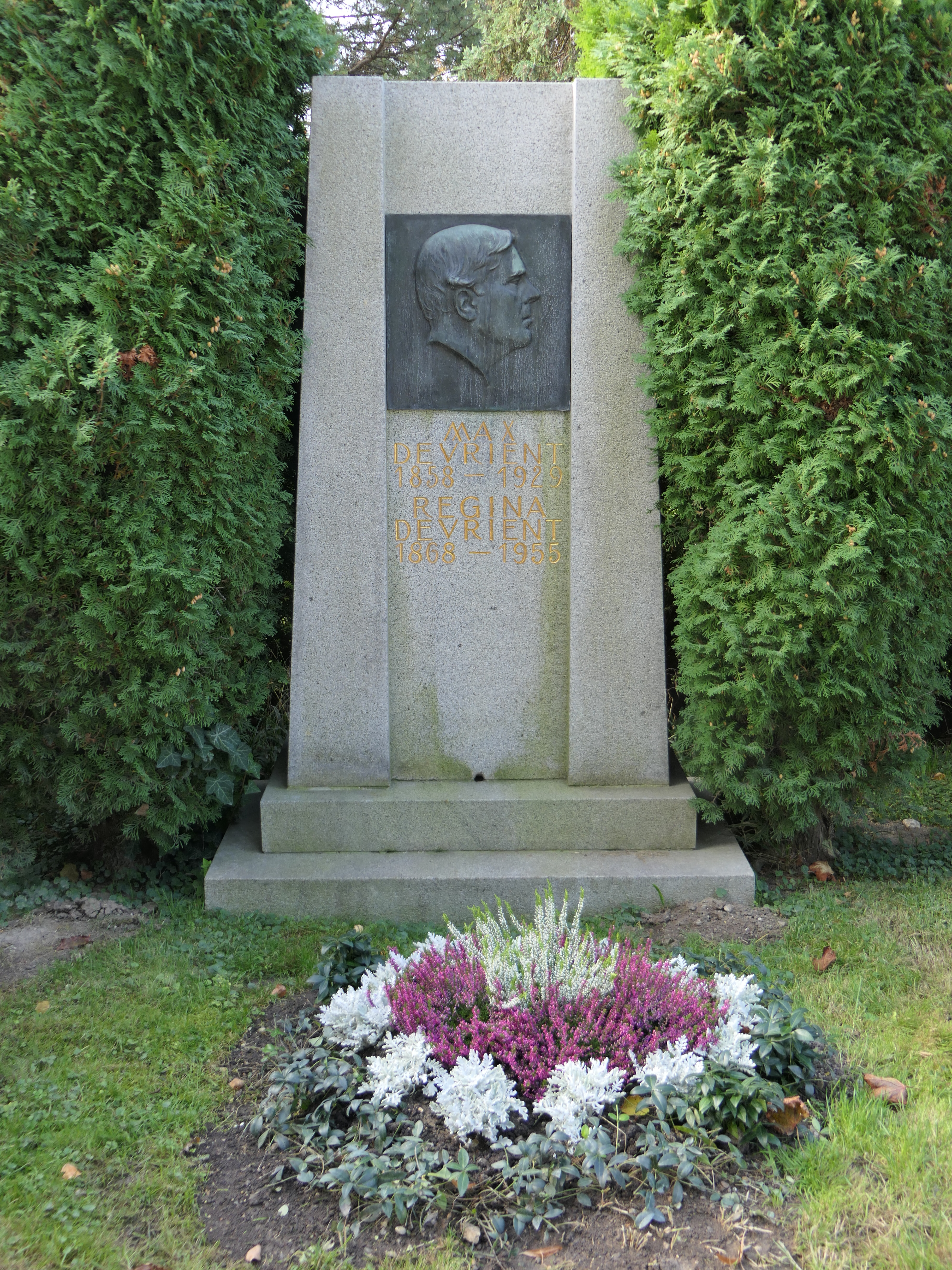
Grab von Max und Regina Devrient auf dem Wiener Zentralfriedhof

Maximilian Paul Devrient (* 12. Dezember 1857 in Hannover, Königreich Hannover; † 14. Juni 1929 in Chur, Schweiz) war ein deutscher Schauspieler.

## Leben
Er entstammte der Künstlerfamilie Devrient. Sein Vater Karl August Devrient, der in erster Ehe mit Wilhelmine Schröder verheiratet war, heiratete 1855 die Schauspielerin und Sängerin Johanna Block. Aus dieser zweiten Ehe stammt Max Devrient.
Devrient galt als einer der herausragenden deutschsprachigen Schauspieler des ausgehenden 19. Jahrhunderts. Bereits 1882 wurde er an das Burgtheater in Wien engagiert, das zum Mittelpunkt seines künstlerischen Schaffens als Schauspieler wie auch als Regisseur wurde. Im Jahr 1889 erhielt er den Titel eines Hofschauspielers. Bereits 1902 wurde er zum Burgtheater-Ensemblemitglied auf Lebenszeit erklärt und 1922 zum Ehrenmitglied des Burgtheaters. Er spielte große Charakterrollen wie die Titelrollen in William Shakespeares Julius Cäsar und Friedrich Schillers Wallenstein oder den Mephisto in Johann Wolfgang von Goethes Faust.
Max Devrient war verheiratet mit der Schauspielerin Babette Devrient-Reinhold, die zwischen 1889 und 1932 ebenfalls dem Ensemble des Burgtheaters angehörte. 1899 hatte sich die Ehe auseinandergelebt, Devrient-Reinhold willigte aber nicht in die Scheidung ein. Nach einer Änderung der Rechtslage heiratete er in zweiter Ehe deren Schwester Regina Maasch, doch wurde diese Ehe von zwei Gerichten für ungültig erklärt.
Sein Ehrengrab befindet sich auf dem Wiener Zentralfriedhof (Gruppe 32 C, Nummer 10). Im Jahr 1930 wurde in Wien-Döbling (19. Bezirk) die Devrientgasse nach ihm benannt.

## Filmografie
- 1920: Die Geheimnisse von London
- 1920: Das siebente Gebot. Die Tragödie eines Kindes
- 1921: Die Spur im Dunkeln
- 1921: Die Totenhand
- 1921: Roman eines Kammerdieners
- 1921: Wege des Schreckens
- 1921: Das Geld auf der Straße
- 1922: Die Beichte eines Mönchs
- 1922: Die Tochter des Brigadiers
- 1922: Eine versunkene Welt
- 1922: Herren der Meere
- 1922: Meriota, die Tänzerin
- 1922: Versunkene Welten
- 1924: Zirkus Brown

## Auszeichnungen
- 1889: Titel Hofschauspieler
- 1928: Ehrenring der Stadt Wien